# Тихомировка (Волгоградская область)
Тихомировка — село в Камышинском районе Волгоградской области, в составе Мичуринского сельского поселения.
Население — 38 чел. (2010)

## История
Основано как владельческий посёлок в 1856 году. Посёлок населяли великороссы, православные. До 1861 года крестьяне были на оброке, по освобождении получили от помещика 40 десятин земли. Хлебопашество велось на съёмных землях. Посёлок относился к Камышинскому уезду Саратовской губернии..
С 1928 года село в составе Камышинского района Камышинского округа (округ упразднён в 1934 году) Нижневолжского края (с 1935 года — Сталинградского края, с 1936 года — Сталинградской области, с 1961 года — Волгоградской области). Село относилось к Дворянскому сельсовету. В 2005 году включено в состав Мичуринского сельского поселения.

## Физико-географическая характеристика
Село расположено в центральной части Камышинского района, в пределах Приволжской возвышенности, являющейся частью Восточно-Европейской равнины, на правом берегу протоки реки Иловли, в 2,4 км южнее села Умёт и 3,5 км севернее села Дворянское, на высоте около 90 метров над уровнем моря. На острове к западу от посёлка — пойменный лес. Вдоль восточной границы села проходит железнодорожная ветка Саратов — Иловля Волгоградского региона Приволжской железной дороги. Почвы — каштановые. Почвообразующие породы — пески.
По автомобильным дорогам расстояние до административного центра сельского поселения посёлка Мичуринский — 34 км, до районного центра Камышин — 32 км (до центра города), до областного центра города Волгоград — 220 км. Ближайшая железнодорожная станция расположена в селе Умёт.
Часовой пояс
Тихомировка, как и вся Волгоградская область, находится в часовой зоне МСК (московское время). Смещение применяемого времени относительно UTC составляет +3:00.

## Население
| 1860 | 1886 | 1891 | 1894 | 1911 | 1987 | 2002 |
| ---- | ---- | ---- | ---- | ---- | ---- | ---- |
| 95   | 85   | 98   | 101  | 142  | ≈60  | 37   |

| 2010 |
| ---- |
| 38   |